# Fessanvilliers-Mattanvilliers
Fessanvilliers-Mattanvilliers is een gemeente in het Franse departement Eure-et-Loir (regio Centre-Val de Loire) en telt 137 inwoners (1999). De plaats maakt deel uit van het arrondissement Dreux.

## Geografie
De oppervlakte van Fessanvilliers-Mattanvilliers bedraagt 12,1 km², de bevolkingsdichtheid is 11,3 inwoners per km².
De onderstaande kaart toont de ligging van Fessanvilliers-Mattanvilliers met de belangrijkste infrastructuur en aangrenzende gemeenten.

## Demografie
Onderstaande figuur toont het verloop van het inwonertal (bron: INSEE-tellingen).